# Adam Lepa

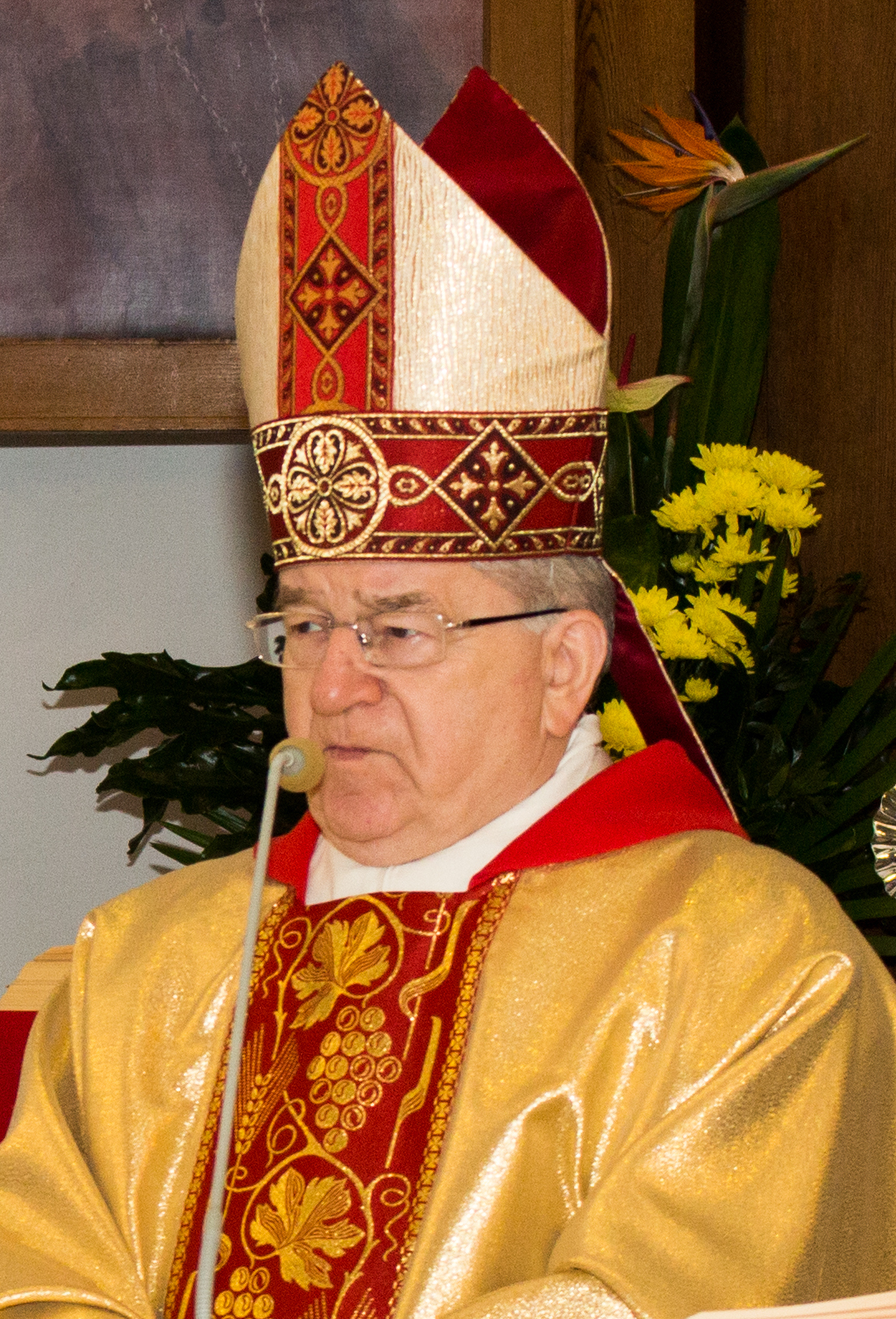
Adam Lepa (2015)

Adam Antoni Lepa (* 17. März 1939 in Łódź; † 27. April 2022 ebenda) war ein polnischer römisch-katholischer Geistlicher und Weihbischof in Łódź.

## Leben
Adam Lepa besuchte von 1952 bis 1956 das Kleine Seminar in Łódź. Anschließend studierte er Philosophie und Katholische Theologie am Priesterseminar in Łódź. Der Weihbischof in Łódź, Jan Fondaliński, erteilte ihm die Niederen Weihen und der Bischof von Łódź, Michał Klepacz, weihte ihn zum Subdiakon. Der Weihbischof in Łódź, Jan-Wawrzyniec Kulik weihte ihn zum Diakon und am 18. März 1962 empfing er in der Kirche Kreuzerhöhung in Łódź durch ihn das Sakrament der Priesterweihe für das Bistum Łódź.
Lepa war zunächst als Pfarrvikar der Pfarreien St. Adalbert in Dobroń (1962–1964) und Verklärung des Herrn in Łódź (1964–1978) tätig. Zudem wurde er 1965 Vorsitzender der Diözesankommission für die sozialen Medien. Daneben erwarb er 1965 nach weiterführenden Studien an der Katholischen Theologischen Akademie Warschau einen Magister im Fach Katechetik. 1974 wurde er an der Katholischen Universität Lublin mit der Arbeit Błędy wychowania w rodzinie wielkomiejskiej w wypowiedziach młodzieży i rodziców („Erziehungsfehler in einer Großstadtfamilie aus der Sicht von Jugendlichen und Eltern“) im Fach Pädagogik promoviert. 1978 wurde Adam Lepa Pfarrer der Pfarrei St. Ursula in Łódź und Diözesan-Akademikerseelsorger. Von 1981 bis 1988 war er Pfarrer der Pfarrei Mariä Himmelfahrt in Łódź. Zusätzlich wirkte er von 1978 bis 1982 als Diözesanseelsorger für die Lehrer und ab 1978 als Leiter der Seelsorgeabteilung. Ferner gehörte Lepa dem Priesterrat und dem Konsultorenkollegium des Bistums Łódź an. Am 15. Dezember 1986 verlieh ihm Papst Johannes Paul II. den Ehrentitel Päpstlicher Ehrenkaplan. 1987 leitete Lepa das Organisationskomitee für den Besuch von Johannes Paul II. in Łódź.
Am 4. Dezember 1985 ernannte ihn Papst Johannes Paul II. zum Titularbischof von Regiana und zum Weihbischof in Łódź. Die Bischofsweihe spendete ihm der Erzbischof von Warschau und Gnesen, Józef Kardinal Glemp, am 2. Januar 1985 in der Stanislaus-Kostka-Kathedrale in Łódź; Mitkonsekratoren waren Józef Rozwadowski, emeritierter Bischof von Łódź, und Władysław Ziółek, Bischof von Łódź, sowie die Weihbischöfe in Łódź, Jan-Wawrzyniec Kulik und Bohdan Bejze. Sein Wahlspruch In caritate et patientia („In Liebe und Geduld“) stammt aus 2 Thess 3,5 . Als Weihbischof gehörte Adam Lepa weiterhin dem Priesterrat und dem Konsultorenkollegium des Bistums Łódź an und leitete bis 2012 die Seelsorgeabteilung. 1987 wurde er Domherr und 1995 Archidiakon an der Stanislaus-Kostka-Kathedrale in Łódź. Zudem war Lepa von 1988 bis 1993 Regens des Priesterseminars in Łódź und Mitglied des Rates der Rektoren der Universitäten und Hochschulen in Łódź. 1991 gründete er die Zeitschrift Łódzkich Studiów Teologicznych, deren erster Chefredakteur er bis 1993 war. Außerdem war Adam Lepa von 1975 bis 2014 als Professor für Pädagogik der Massenmedien am Priesterseminar in Łódź und ab 1994 am Institut für Medienpädagogik und Journalismus der Katholischen Theologischen Akademie Warschau (später Kardinal-Stefan-Wyszyński-Universität Warschau) tätig sowie ab 1988 als Dozent für Psychologie an der Katholisch-Theologischen Akademie in Łódź.
In der Polnischen Bischofskonferenz gehörte Adam Lepa der Kommission für die sozialen Medien an, deren Vorsitzender von 1989 bis 1994 war. Ferner war er von 2012 bis 2014 Mitglied des Ständigen Rates. Er fungierte zudem als Vorsitzender des Programmteams für Fernsehübertragungen von Gottesdiensten und als stellvertretender Vorsitzender des Programmrates der Katolicka Agencja Informacyjna (KAI). Er gehörte dem Rat der Stiftung für den katholischen Informationsaustausch an. Darüber hinaus war Adam Lepa von 1989 bis 1994 Mitglied des Medienausschusses des Rates der europäischen Bischofskonferenzen (CCEE). Von 1991 bis 1999 war er außerdem Mitglied der Hauptkommission des Zweiten Polnischen Plenarkonzils und 1999 Teilnehmer der zweiten Sonderversammlung der Bischofssynode für Europa zum Thema Jesus Christus, der in Seiner Kirche lebt – Quelle der Hoffnung für Europa.
Papst Franziskus nahm am 27. Mai 2014 seinen altersbedingten Rücktritt an. Adam Lepa starb am 27. April 2022 in Łódź.

## Ehrungen und Auszeichnungen
Adam Lepa erhielt folgende Ehrungen und Auszeichnungen:
- Ehrenmitglied des Katholischen Filmverbandes und des Katholischen Journalistenverbandes von Polen
- Ehrenmitglied des Ordens der Barmherzigen Brüder vom hl. Johannes von Gott
- „Sursum Corda“-Preis
- Johannes-Paul-II.-Preis
- Medaille für polnische Unabhängigkeit und Menschenrechte
- „Pro Memoria“-Medaille
- Julian-Kulente-Preis
- Medaille der Weltunion der Soldaten der Heimatarmee
- Professor-Janusz-Groszkowski-Medaille
- 2009: Ehrenbürger von Dobroń[8]

## Schriften (Auswahl)
- Błędy wychowania w rodzinie wielkomiejskiej w wypowiedziach młodzieży i rodziców. 1974.
- Dziś i jutro parafii: praca zbiorowa. Diecezjalne Wydawnictwa Łódzkie, Łódź 1991, ISBN 83-8502209-0.
- Katalog prasy katolickiej w Polsce. Archidiecezjalne Wydawnictwa Łódzkie, Łódź 1994, ISBN 83-8502231-7.
- Świat manipulacji (= Biblioteka „Niedzieli“. Band 18). Tygodnik Katolicki „Niedziela“, Częstochowa 1995, ISBN 83-8607618-6.
- Mass media i tożsamość Polaków (= Zeszyty „Niedzieli“. Band 1). Tygodnik Katolicki „Niedziela“, Częstochowa 1996, ISBN 83-8607633-X.
- Funkcja postaw w wychowaniu do mediów. Wydawnictwo Adam Marszałek, Toruń 2000, OCLC 804669449.
- Człowiek – Kościół – Świat: katolicka myśl społeczna u progu III tysiąclecia. Archidiecezjalne Wydawnictwa Łódzkie, Łódź 2002, ISBN 83-8793138-1.
- Media a postawy. Archidiecezjalne Wydawnictwa Łódzkie, Łódź 2003, ISBN 83-8793107-1.
- Mechanizmy propagandy. Polskie Wydaw. Encyklopedyczne „Polwen“, Radom 2004, ISBN 83-8882264-0.
- Pedagogika mass mediów. Archidiecezjalne Wydawnictwa Łódzkie, Łódź 2007, ISBN 978-83-8793156-8.
- Media w świecie słowa. Edycja Świętego Pawła, Częstochowa 2011, ISBN 978-83-7424-910-2.
- Logosfera: o środowisku słowa. Archidiecezjalne Wydawnictwa Łódzkie, Łódź 2017, ISBN 978-83-62934-84-3.